# Cândești (Botoșani)
Cândești è un comune della Romania di 2 223 abitanti, ubicato nel distretto di Botoșani, nella regione storica della Moldavia e Bucovina.
Il comune è formato dall'unione di 4 villaggi: Călinești, Cândești (Bucovina) Talpa, Vițcani.
Cândești è divenuto comune autonomo nel 2003, staccandosi dal comune di Mihăileni.